# Franca Squarciapino
Franca Squarciapino (Roma, 1940) é uma figurinista italiana. Venceu o Oscar de melhor figurino na edição de 1991 por Cyrano de Bergerac.